# 青木夕菜
青木 夕菜（あおき ゆな、2008年7月7日 - ）は、東京都練馬区出身の女子サッカー選手。日テレ・東京ヴェルディベレーザ所属。ポジションはディフェンダー。

## 来歴

### ユース
日テレ・東京ヴェルディメニーナでプレー。2024年にTOP可登録選手としてトップチーム・日テレ・東京ヴェルディベレーザに登録され、同年9月15日に行われた三菱重工浦和レッズレディース戦でWEリーグデビューした。同年9月29日のアルビレックス新潟レディースでWEリーグ初得点をあげ、WEリーグ最年少ゴール（16歳2ヶ月22日）を記録した。

### シニア
2025年2月1日、眞城美春と共にトップチームへの昇格が発表された。

### 代表
2024年9月に、10月に開催されるU-17女子ワールドカップに臨むU-17日本代表に選出された。大会では全4試合にフル出場し、準々決勝・イングランド戦では先制点を決めた。

## 個人成績

### クラブ
| クラブ               | シーズン | リーグ | 背番号 | リーグ戦 | リーグ戦 | カップ戦 | カップ戦 | リーグ杯 | リーグ杯 | AFC  | AFC  | 合計 | 合計 |
| クラブ               | シーズン | リーグ | 背番号 | 出場     | 得点     | 出場     | 得点     | 出場     | 得点     | 出場 | 得点 | 出場 | 得点 |
| -------------------- | -------- | ------ | ------ | -------- | -------- | -------- | -------- | -------- | -------- | ---- | ---- | ---- | ---- |
| 日テレ・東京メニーナ | 2021     | —      | 37     | —        | —        | 6        | 0        | —        | —        | —    | —    | 6    | 0    |
| 日テレ・東京メニーナ | 2023     | —      | 3      | —        | —        | 2        | 1        | —        | —        | —    | —    | 2    | 1    |
| 日テレ・東京メニーナ | 通算     | 通算   | 通算   | 0        | 0        | 8        | 1        | 0        | 0        | 0    | 0    | 8    | 1    |
| 日テレ・東京ベレーザ | 2023-24  | WE     | 26     | 0        | 0        | -        | -        | 0        | 0        | -    | -    | 0    | 0    |
| 日テレ・東京ベレーザ | 2024-25  | WE     | 26     | 16       | 2        | 2        | 0        | 4        | 0        | -    | -    | 22   | 2    |
| 日テレ・東京ベレーザ | 通算     | 通算   | 通算   | 16       | 2        | 2        | 0        | 4        | 0        | 0    | 0    | 22   | 2    |
| 通算                 | 日本     | 日本   | 1部    | 16       | 2        | 2        | 0        | 4        | 0        | 0    | 0    | 22   | 2    |
| 通算                 | 日本     | 日本   | その他 | 0        | 0        | 8        | 1        | 0        | 0        | 0    | 0    | 8    | 1    |
| 総通算               | 総通算   | 総通算 | 総通算 | 16       | 2        | 10       | 1        | 4        | 0        | 0    | 0    | 30   | 3    |

1. ↑  TOP可登録選手
2. ↑  2025年1月までTOP可登録選手

- WEリーグ
  - 初出場 - 2024年9月15日 第1節 三菱重工浦和レッズレディース戦 (味の素フィールド西が丘)[2]
  - 初得点 - 2024年9月29日 第3節 アルビレックス新潟レディース戦 (味の素フィールド西が丘)[2]

### 代表

#### 主な出場大会
- U-17日本代表
  - 2024 FIFA U-17女子ワールドカップ; ベスト8（4試合1得点）

## タイトル

### クラブ
- 日テレ・東京ベレーザ
  - WEリーグ: 1回 (2024-25)